# Parker Cleaveland

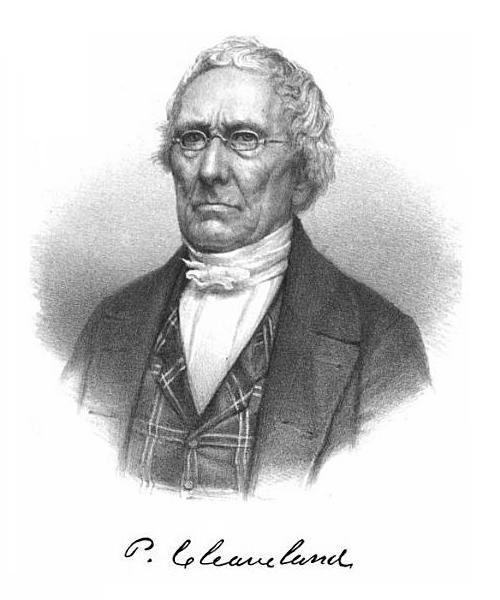
Parker Cleaveland

Parker Cleaveland (* 15. Januar 1780 in Byfield, Massachusetts; † 15. Oktober 1858 in Brunswick, Maine) war ein amerikanischer Mineraloge.

## Leben
Cleaveland besuchte zunächst in seinem Heimatdorf die Dummer Academy und studierte ab 1795 an der Harvard University. 1799 erhielt er dort als Klassenbester den Grad Bachelor of Arts. Anschließend bereitete er sich auf eine Laufbahn als Jurist vor, wechselte zwischenzeitlich zur Theologie, die er aber ebenfalls aufgab, als ihm seine alma mater eine Anstellung als Dozent für Mathematik und „Naturphilosophie“ anbot. 1805 wechselte er zum Bowdoin College in Maine, wo er bis zu seinem Tode 1858 lehrte. 1809 wurde er in die American Academy of Arts and Sciences gewählt. Seit 1818 war er Mitglied der American Philosophical Society.
Als naturwissenschaftlicher Generalist forschte er zu einer Vielzahl von Themen, unter anderem befasste er sich mit Fragen der Meteorologie, Paläontologie, Chemie, sowie der Landwirtschaft. Ab 1820 war er zudem als Professor der materia medica für den Aufbau der medizinischen Fakultät in Bowdoin (der Medical School of Maine) verantwortlich. Sein besonderes Interesse galt aber der Geologie und insbesondere der Mineralogie; 1816 veröffentlichte er mit An Elementary Treatise on Mineralogy and Geology ein Lehrbuch zu diesen Disziplinen, das zumindest in den Vereinigten Staaten zum Standardwerk wurde; oft wird er daher als „Vater der amerikanischen Mineralogie“ bezeichnet.

## Ehrungen

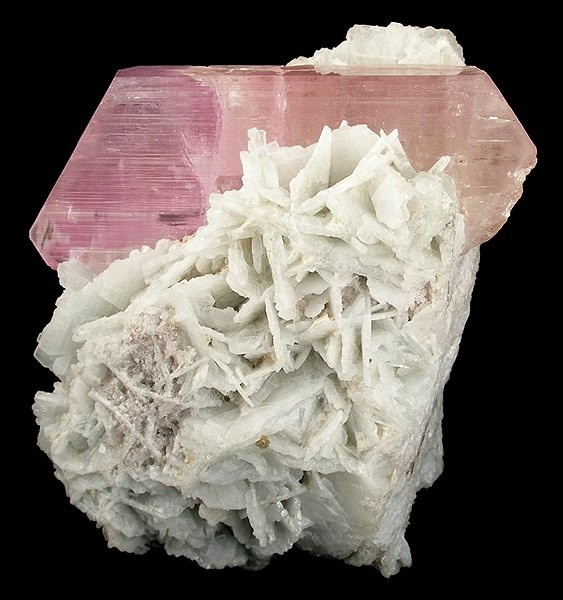
Kunzit (rosa Spodumen) auf Cleavelandit (weiß)

Nach Cleaveland wurde 1822 der Cleavelandit benannt, eine blättrige Varietät des Minerals Albit. 1823 verlieh ihm das Dartmouth College einen Ehrendoktortitel.
Es wird vermutet, dass der oft recht exzentrisch wirkende Cleaveland das Vorbild für den Chemiker Dr. Cacaphodel in Nathaniel Hawthornes Kurzgeschichte Der große Karfunkel (1836) war. Henry Wadsworth Longfellow, der gemeinsam mit Hawthorne in Bowdoin studierte, würdigte Cleaveland 1875 in einem Gedicht.

## Werke
- Vocabulary Containing an Explanation of Certain Chemical Terms: More Particularly Those which Relate to the Chemical Nomenclature. Ohne Ort, ohne Jahr (wohl vor 1816).
- An Elementary Treatise on Mineralogy and Geology. Cummings and Hilliard, Boston 1816; zweite, überarbeitete Ausgabe 1822.
- Results of Meteorological Observations Made at Brunswick, Maine, between 1807 and 1859. Smithsonian Institution, Washington 1867. (= Smithsonian Contributions to Knowledge 16:3).